# Physostegania pustularia
Physostegania pustularia är en fjärilsart som beskrevs av Achille Guenée 1857. Physostegania pustularia ingår i släktet Physostegania och familjen mätare. Inga underarter finns listade i Catalogue of Life.